# Belägringen av Dubrovnik

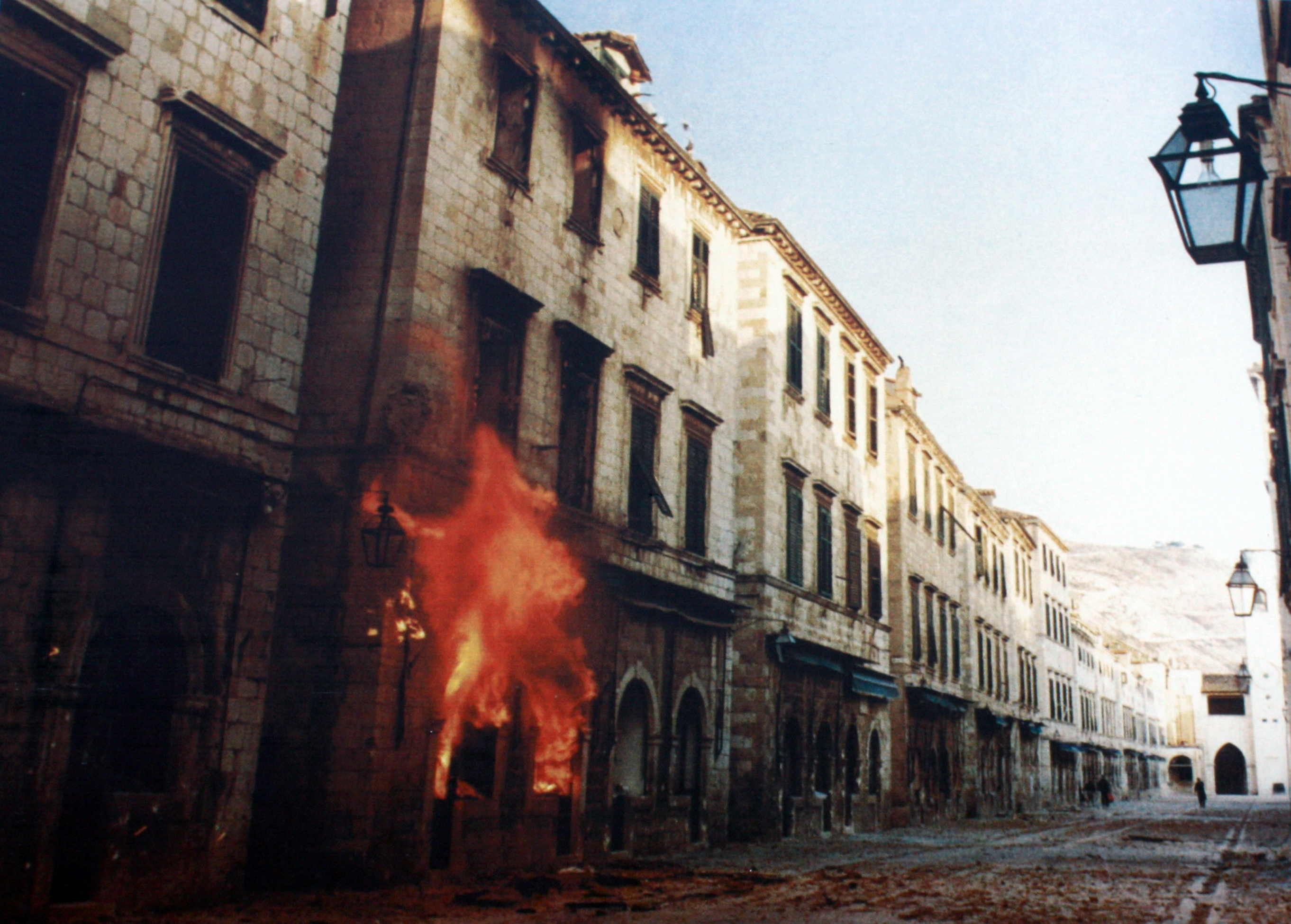
Artilleribeskjutning av Gamla stan i Dubrovnik.

Belägringen av Dubrovnik (kroatiska: Opsada Dubrovnika, serbiska/montenegrinska: Блокада Дубровника/Blokada Dubrovnika) är en term som används för belägringen av staden Dubrovnik och dess omgivningar i södra Kroatien åren 1991–1992. Belägringen av Dubrovnik var en del av det kroatiska självständighetskriget och utfördes av jugoslaviska armén, då bestående av serbiska och montenegrinska enheter, med syfte att erövra staden och dess omgivningar för att annektera det till Serbien och Montenegro.
Under den åtta månader långa belägringen anfölls staden från land, luften och från sjöss. Staden skars av från övriga Kroatien och den på Unescos världsarvslista upptagna Gamla stan och dess historiska byggnader och anläggningar skadades svårt i anfallet. Enligt en FN-rapport flydde uppemot 15 000 människor från staden, varav 7 000 evakuerades sjövägen, och staden var under två månader helt utan elektricitet eller tillgång till färskt dricksvatten. 94 civila dödades i belägringen och de materiella skadorna uppgick till flera miljoner amerikanska dollar.        
Under belägringen begick den serbiska och montenegrinska sidan krigsförbrytelser och för detta åtalades fyra montenegrinska och serbiska militära ledare vid den Internationella krigsförbrytartribunalen för det forna Jugoslavien. År 2000 framförde den dåvarande montenegrinske presidenten Milo Đukanović en officiell ursäkt till Kroatien för Montenegros inblandning i belägringen.

## Händelseförlopp

### Inledande attacker
Det inledande anfallet mot Dubrovnik inleddes den 1 oktober 1991 då den jugoslaviska armén, marinen och flygvapnet invaderade Dubrovnik-området. De militära enheterna utgick från Montenegro och Bosnien men även från delar av Kroatien som sedan tidigare stod under den jugoslaviska arméns kontroll. Armén intog högt belägna positioner runt om staden, bland annat berget Srđ, samtidigt som marinen inledde en sjöblockad. Mat-, vatten- och elförsörjningen ströps i ett tidigt skede av belägringen. Det inledande anfallet omfattade tung artilleribeskjutning från land och beskjutning från luften och till sjöss. 
Den kroatiska militära närvaron i området var i det närmaste obefintlig då anfallet inleddes vilket berodde på flera faktorer. De kroatiska myndigheterna hade gjort bedömningen att det inte förelåg någon större risk för att fiendestyrkor skulle försöka inta staden. Den kroatiska sidan hade fått försäkringar från Belgrad om att serbiska och montenegrinska styrkor inte ämnade inta Dubrovnik. Den serbiska populationen i området uppgick till omkring 6,8 procent.

### Belägringen

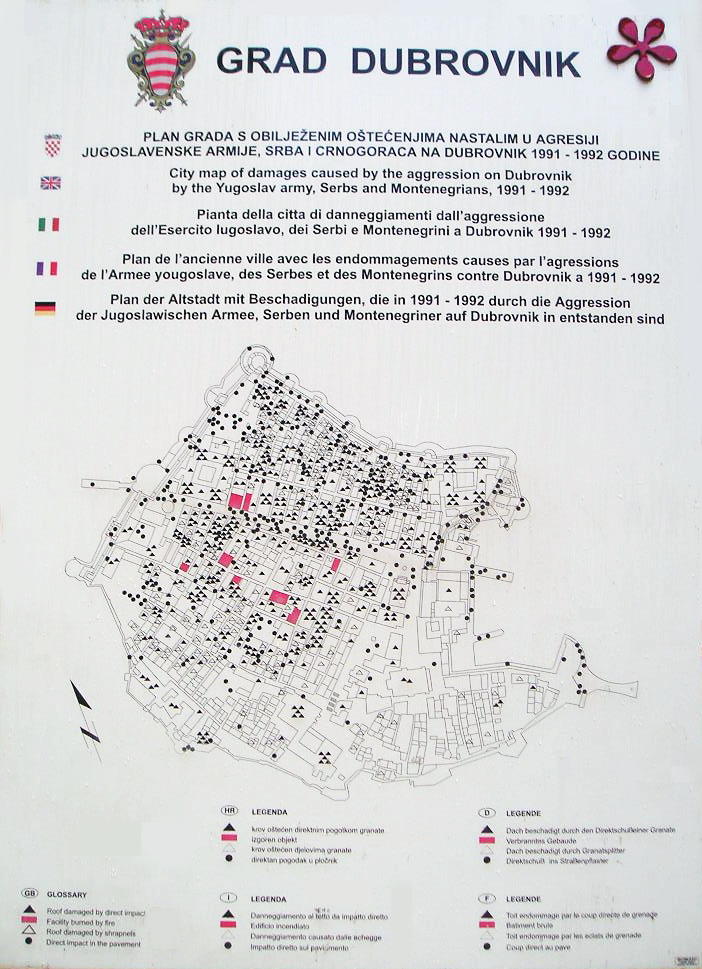
Officiell stadskarta som visar nedslagplatser i Gamla staden från serbisk och montenegrinsk artilleribeskjutning.

I november organiserades en humanitär aktion för att undsätta lokalbefolkningen. En konvoj bestående av färjan Slavija samt fyrtiotalet mindre båtar anlade Dubrovnik för att hämta upp flyende. Libertas-konvojen (Frihetskonvojen) hade innan den anlöpte Dubrovnik stoppats av en jugoslavisk fregatt mellan öarna Brač och Šolta. Efter flera timmars förhandlingar tilläts konvojen fortsätta mot Dubrovnik. På färjan Slavija fanns bland annat den dåvarande jugoslaviska presidenten, kroaten Stjepan Mesić. 
Den tyngsta beskjutning av staden skedde den 6 december 1991. Anfallet började 05:48 och fortgick till 11:30. Tretton civila dödades vilket var det största antalet civila dödsoffer på en enda dag under belägringen.

### Kroatisk motoffensiv
I april 1992 uppnådde den kroatiska och serbiska/montenegrinska sidan ett avtal om eldupphör. Den jugoslaviska armén lämnade formellt Kroatien i april 1992 och drog sig tillbaka till Bosnien och Hercegovina. Dubrovnik-området var dock ett undantag. Här fanns inte tillräckligt med lokala serbiska formationer som kunde ta över varpå den jugoslaviska arméns närvaro dröjde sig kvar. I april 1992 bröt Bosnienkriget ut och eftersom de serbiska arméenheterna som deltagit i belägringen av Dubrovnik till största del ursprungligen var stationerade i Trebinje i Bosnien återkalldes de till Bosnien för att delta i stridigheterna där. En mindre styrka lämnades kvar. Den förändrande situationen utnyttjades av den kroatiska armén. Under ledning av den kroatiska generalen Janko Bobetko hävdes belägringen den 26 maj 1992. Under tiden genomfördes de militära operationerna Schakal och Tiger och i slutet av juli 1992 hade de serbiska och montenegrinska arméenheterna helt drivits ut ur området.     

## Materiella skador
Under belägringen av Dubrovnik attackerades och skadades en stor del av de historiska byggnaderna i Gamla stan. Civila byggnader, däribland religiösa objekt såsom kyrkor och gravplatser, besköts med tungt artilleri. Efter belägringen slog Institutet för skydd av kulturella monument och Unesco fast att av Gamla stans 824 byggnader hade 563 (63,33 procent) skadats av projektiler. Nio byggnader hade totalförstörts i bränder. År 1993 uppskattade Institutet för Dubrovniks restauration (Zavod za obnovu Dubrovnika) och Unesco att de materiella skadorna uppgick till 9 657 578 USD. I slutet av år 1999 hade 7 000 000 USD redan lagts på Gamla stans restaurering. Idag (2013) syns få spår av den tidigare förödelsen.

## Medial bevakning
Beskjutningen av den Unesco-skyddade Gamla stan väckte omedelbart internationellt intresse sedan bilder tagna av västerländska journalister kablades ut i världen. Den massmediala bevakningen och oron över de materiella skadorna istället för det mänskliga lidandet har i efterhand kritiserats. I synnerhet eftersom de inledningsvis tog fokus från de bittra och då samtidigt pågående striderna vid Vukovar.

## Brott mot krigets lagar
Den 2 oktober 2001 åtalades fyra serbiska och montenegrinska militära ledare för krigsbrott begångna under belägringen av Dubrovnik. De åtalade var Pavle Strugar, Miodrag Jokić, Milan Zec och Vladimir Kovačević.
- Pavle Strugar, montenegrinsk general, dömdes till 8 års fängelse.[7]
- Miodrag Jokić, montenegrinsk general av serbisk börd, dömdes till 7 års fängelse.[8]
- Åtalet mot Milan Zec drogs tillbaka av rätten.[9]
- Vladimir Kovačević, serbisk kommendörkapten, åtalades för krigsförbrytelser samtidigt med Strugar men sedan rätten konstaterat att han lider av sinnessjukdom överfördes hans fall till de serbiska myndigheterna.[10]